# Shunping
Shunping (顺平县,  Shùnpíng Xiàn) ist ein Kreis der bezirksfreien Stadt Baoding in der chinesischen Provinz Hebei. Er hat eine Fläche von 714 km² und zählt 295.764 Einwohner (Stand: Zensus 2010).
Die Residenz der Familie Wang in Yaoshan (Yaoshan Wang shi zhuangyuan 腰山王氏庄园) steht seit 2001 auf der Liste der Denkmäler der Volksrepublik China (5-221).